# إسحاق تووم
إسحاق تووم (بالإنجليزية: Isaac Twum) (14 فبراير 1998 بكوفوريدوا في غانا - ) هو لاعب كرة قدم غاني في مركز الوسط.

## روابط خارجية
- إسحاق تووم على موقع اتحاد النرويج (النرويجية)
- إسحاق تووم على موقع قاعدة بيانات كرة القدم.إي يو (الإنجليزية)
- إسحاق تووم على موقع ناشيونال فوتبول تيمز (الإنجليزية)
- إسحاق تووم على موقع Soccerway.com (الإنجليزية)